# Sennius colima
Sennius colima is een keversoort uit de familie bladkevers (Chrysomelidae). De wetenschappelijke naam van de soort werd in 1977 gepubliceerd door Johnson.